# Точка димлення

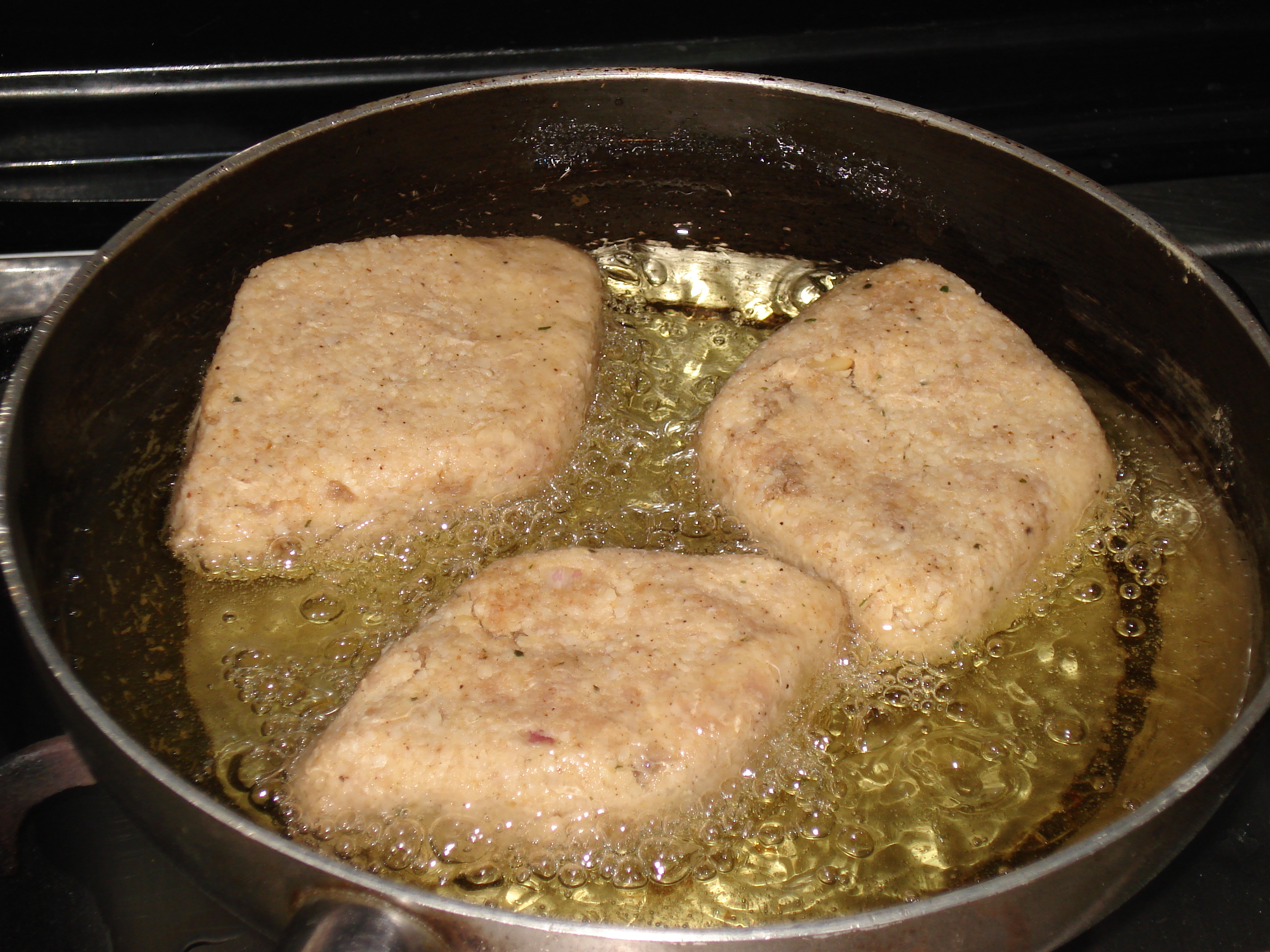
Смаження кіббехів на олії

Точка димлення — температура, вище якої олії чи жири безперервно виділяють дим. Саме за такої температури, ці продукти починають розкладатися і денатурувати, тож утворювана речовина надає стравам неприємного смаку. Ось чому точка димлення олії чи жиру, є головною умовою для правильного смаження. Дійсно, показник початку димлення визначає температуру, отже й, можливе використання жиру (наприклад, для смаження за дуже значних температур потрібен жир з найбільшою точкою димлення). 
Нагрівання олії або жиру вище температури їх димлення, призводить також до розкладання жирних кислот, котрі містяться в них, і появи небажаних сполук, зокрема деяких канцерогенів, як от поліциклічні ароматичні вуглеводні або ПАВ (англ. PAH — Polycyclic Aromatic Hydrocarbon). За точкою димлення йде межа спалахування. Показник димоутворення не має певного сталого значення, через те що він змінюється залежно від якості олії, її очищення чи консервації. Саме з цієї причини, наприклад дві оливкові олії того самого сорту від одного виробника, але виготовлені в два різні роки, майже напевно матимуть відмінні точки димлення, навіть якщо ця різниця й дуже незначна.

## Межа димлення олій
Показник початку димлення можна визначити відповідно до стандарту BS 684-1.8:1976 (назва / температура димоутворення):
- Соняшникова олія нерафінована — 107 °C
- Соняшникова олія високоолеїнова нерафінована — 160 °C
- Соняшникова олія високоолеїнова рафінована — 232 °C
- Качиний жир — 190 °C
- Маргарин — 182 °C
- Вершкове масло — 177 °C
- Смалець — 182 °CУтворення кірки досягається в продуктах за температури вище 110ºC.

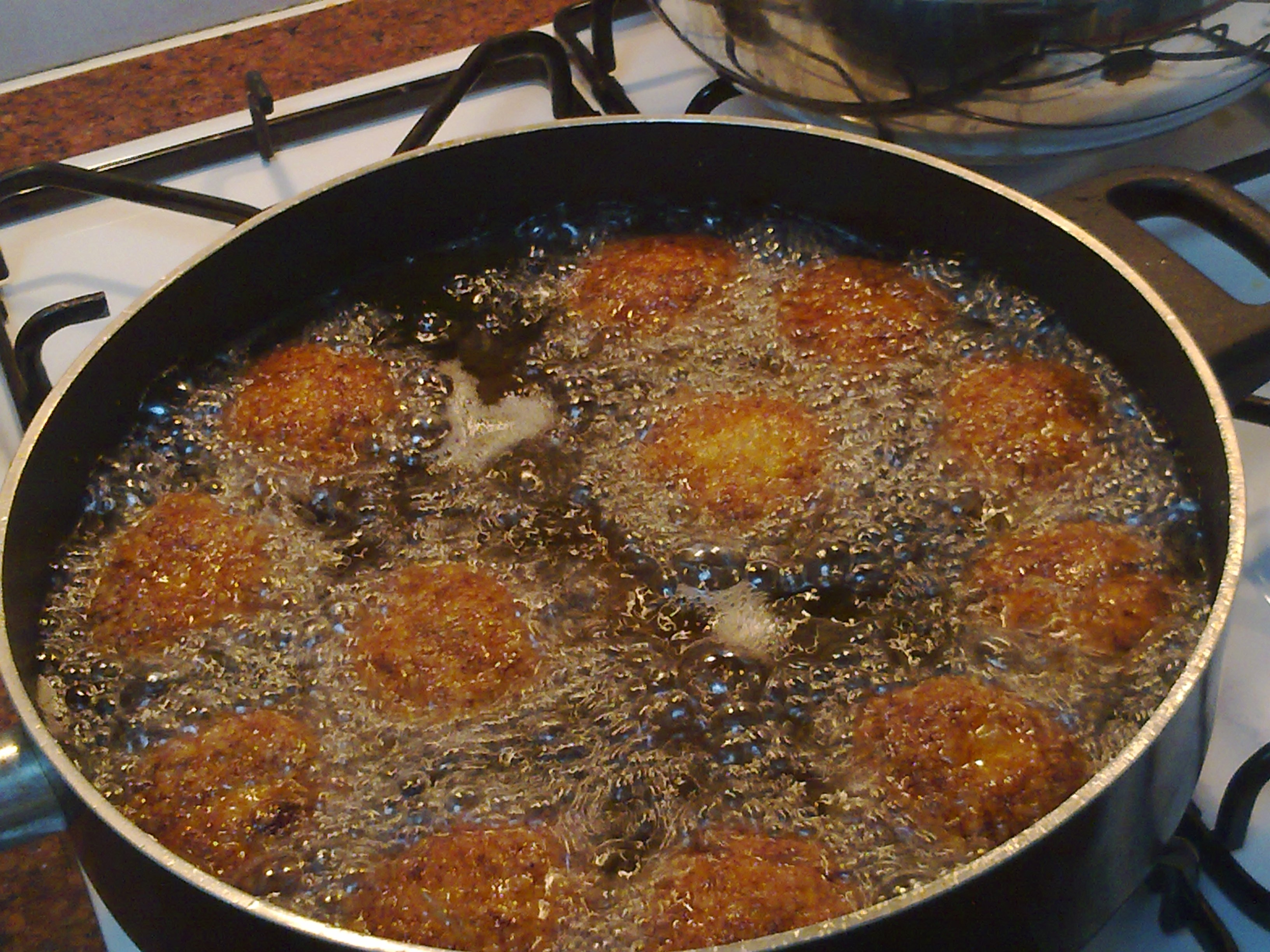
Утворення кірки досягається в продуктах за температури вище 110ºC.

- Ріпакова олія нерафінована — 107 °C
- Ріпакова олія напіврафінована — 177 °C
- Ріпакова олія рафінована  — 204 °C
- Кукурудзяна олія рафінована — 232 °C
- Кукурудзяна олія нерафінована — 178 °C
- Оливкова олія першого віджиму — 216 °C
- Оливкова олія (з вичавок) — 238 °C
- Оливкова олія рафінована — 242 °C
- Лляна олія нерафінована — 107 °C
- Олія виноградних кісточок — 216 °C
- Олія авокадо нерафінована — 190—204 °C
- Олія авокадо рафінована — 271 °C

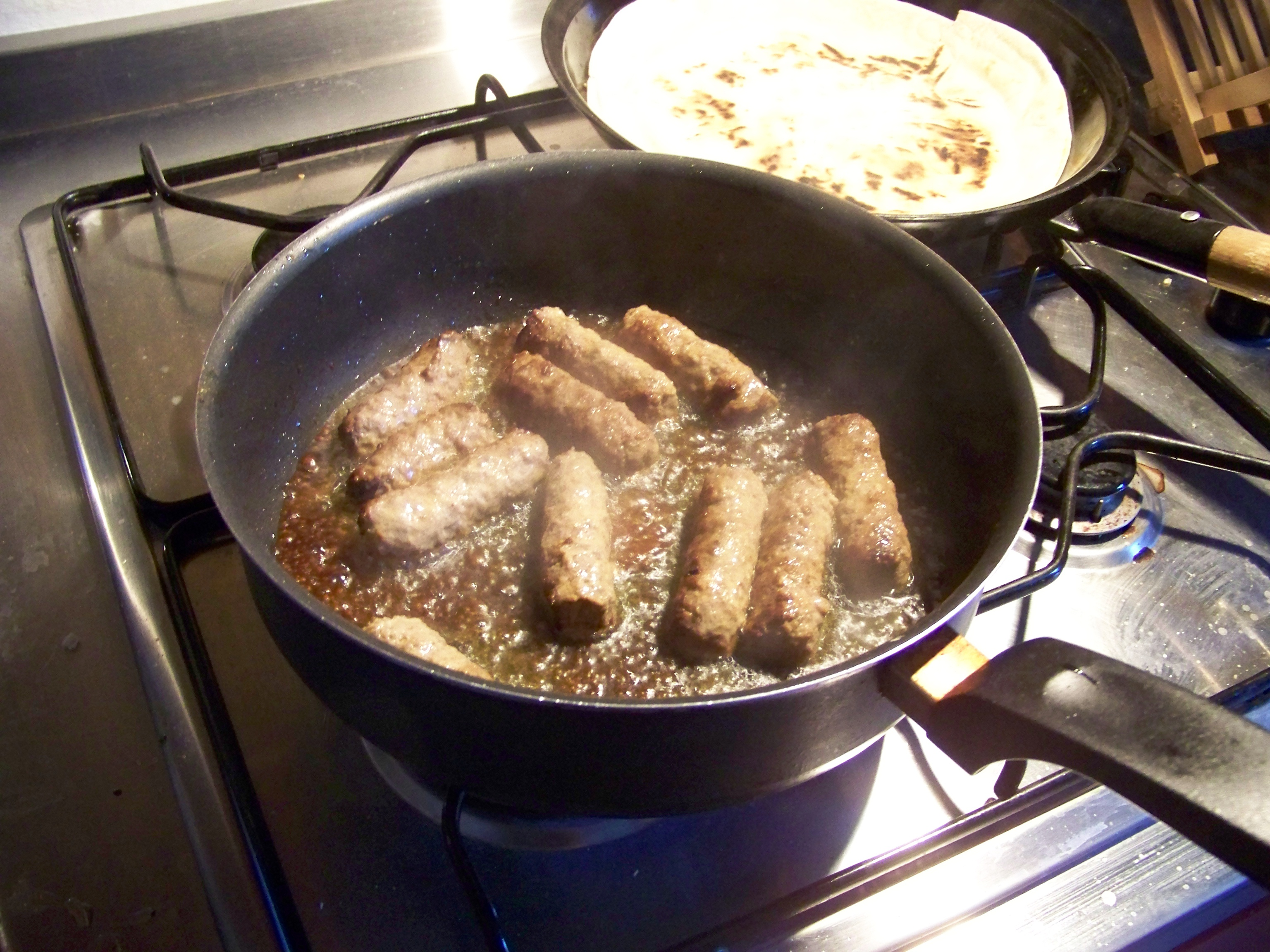
Точка димлення дуже важлива під час приготування у товщі розжареної олії чи жиру.

- Точка димлення дуже важлива під час приготування у товщі розжареної олії чи жиру.Кокосова олія рафінована  — 232 °C
- Бавовняна олія — 216 °C
- Олія лісового горіха — 221 °C
- Конопляна олія — 165 °C
- Арахісова олія нерафінована  — 160 °C
- Арахісова олія рафінована  — 232 °C
- Рисова олія — 254 °C
- Кунжутова олія нерафінована — 177 °C
- Кунжутова олія напіврафінована — 232 °C
- Соєва олія нерафінована — 160 °C
- Соєва олія напіврафінована — 177 °C
- Соєва олія рафінована — 232 °C
- Олія волоського горіха нерафінована — 160 °C
- Олія волоського горіха напіврафінована — 204 °C
- Олія грейпфрута — 216 °C